# Goese MHC
De Goese MHC is een Nederlandse hockeyclub uit de Zeeuwse plaats Goes.
De club werd opgericht op 25 maart 1964 en speelt op Sportpark Het Schenge waar ook een tennis- en een voetbalvereniging zijn gevestigd. In het seizoen 2012/13 komt er geen eerste heren- en geen damesteam uit in de bondscompetitie van de KNHB.